# For the Boys
For the Boys, conocida en España como Ayer, hoy y siempre y en Hispanoamérica como Para los hombres, es una película de comedia dramática musical estadounidense de 1991 dirigida por Mark Rydell y protagonizada por Bette Midler.
Se basa en la vida de Dixie Leonard, una actriz y cantante de la década de 1940 que se une a Eddie Sparks, un famoso artista, para entretener a las tropas estadounidenses.
A pesar de una recepción crítica mixta y un fracaso de taquilla, la película fue adaptada para el escenario musical en 2011 por Aaron Thielen y Terry James y debutó en el Teatro Marriott en Lincolnshire, Illinois.

## Sinopsis
A principios de la década de 1990, la animadora retirada Dixie Leonard se comprometió a asistir a una ceremonia de Hollywood que se televisa en vivo para honrarla a ella y a su socio en el mundo del espectáculo, Eddie Sparks. Cuando un joven del programa de televisión viene a buscarla, Dixie se resiste y explica lo que los unió a ella y a Eddie, así como lo que los separó. La mayor parte de la película es un flashback extendido.
La historia de Dixie comienza durante la Segunda Guerra Mundial cuando recibe una oferta para entretener a las tropas en el extranjero como parte del acto de Eddie. Dixie es un éxito instantáneo entre los chicos de uniforme, pero Eddie quiere que se vaya, aparentemente porque encuentra su tipo de humor demasiado vulgar, pero en realidad porque ella se robó el espectáculo superando sus bromas. A Dixie tampoco le importa mucho él, pero sus compañeros artistas y su tío, el escritor de chistes, Art, la convencen de que se quede.

## Reparto
- Bette Midler como Dixie Leonard
- James Caan como Eddie Sparks
- George Segal como Art Silver
- Patrick O'Neal como Shephard
- Christopher Rydell como Danny Leonard
- Brandon Call cómo el niño Danny Leonard
- Jameson Rodgers como el joven Danny Leonard
- Arye Gross como Jeff Brooks
- Norman Fell como Sam Schiff
- Rosemary Murphy como Luanna
- Bud Yorkin como Phil
- Dori Brenner cómo Loretta, amiga de Dixie
- Jack Sheldon como Wally Fields
- Karen Martin como Victoria Lee, la bailarina
- Shannon Wilcox como Margaret
- Michael Greene como Maj. Gen. Scott
- Melissa Manchester como Corrine
- Steven Kampmann como Stan Newman
- Vince Vaughn como soldado que vitorea entre el gentío

## Premios y nominaciones
| Premio                                  | Categoría                         | Nominado/a   | Resultado |
| --------------------------------------- | --------------------------------- | ------------ | --------- |
| Premios Oscar                           | Mejor Actriz                      | Bette Midler | Nominada  |
| Chicago Film Critics Association Awards | Mejor Actriz                      | Bette Midler | Nominada  |
| Golden Globe Awards                     | Mejor Actriz de Comedia o Musical | Bette Midler | Ganadora  |
| Golden Globe Awards                     | Mejor Banda Sonora                | Dave Grusin  | Nominado  |